# Christian Ramond
Christian Ramond, (Bonn, 1962 –) német nagybőgős.

## Pályafutása
Christian Ramond 1983 és 1987 között a  Kölni Zeneművészeti Egyetemen tanult . Majd ösztöndíjat kapott a kanadai banffi Képzőművészeti Akadémián.
Ramond különböző együttesekben játszik, mint a Wolfgang Engstfeld/Peter Weiss Quartet, a Jochen Feucht trió, a Theo Jörgensmann Quartet, a Michel Pilz Trio, a Trio DRA Christopher Dell-lel, a Michael Heupel Quartet.
Allan Praskin/Wolfgang Köhler kvartettben, egy trióban Andreas Schmidt énekessel és Johnnal Schröderrel vagy a Henning Berg Quartettel.
Ramond több mint 20 országban turnézott, köztük Új-Zélandon, Kanadában, Szudánban, Egyiptomban és Japánban. 2010 óta a Theo Jörgensmann Freedom Trio tagja. 2022-ben a Yamabiko Quintetben játszott Michel Pilzzel, Klaus Kugellel, Frank Paul Schuberttel és Reiner Winterschladennel.

## Lemezek
- 2006: Hommage Á Lennie Tristano (& Andreas Schmidt, John Schröder)
- 2008: Heimatlieder (& Conny Bauer, Hans Reichel, Manfred Schoof, Matthias Schriefl, Ute Völker, Wolfgang Schmidtke, Peter Weiss)
- 2014: The Universe (& Robert Kusiołek, Perry Robinson, Klaus Kugel)
- 2024: Roby Glod, Christian Ramond & Klaus Kugel